# 아시아 네트볼 연맹
아시아 네트볼 연맹(Netball Asia, NA)은 아시아의 네트볼, 패스트넷 종목을 총괄하는 국제 스포츠 행정 기구이다.

## 회원국
| 국가           | 협회                       | 코드 | 지역   | 설립   | 가맹 | 비고      |
| -------------- | -------------------------- | ---- | ------ | ------ | ---- | --------- |
| 네팔           |                            | NEP  | 아시아 |        |      | 준회원국  |
| 대한민국       | 대한넷볼협회               | KOR  | 아시아 | 2014년 |      | 준회원국  |
| 동티모르       | 동티모르 네트볼 연맹       | TLS  | 아시아 |        |      | 준회원국  |
| 말레이시아     | 말레이시아 네트볼 연맹     | MAS  | 아시아 |        |      |           |
| 몰디브         |                            | MDV  | 아시아 |        |      |           |
| 몽골           |                            | MGL  | 아시아 |        |      | 기타 국가 |
| 미얀마         |                            | MYA  | 아시아 |        |      | 기타 국가 |
| 바레인         | 바레인 네트볼 연맹         | BRN  | 아시아 |        |      | 준회원국  |
| 방글라데시     |                            | AUS  | 아시아 |        |      | 준회원국  |
| 베트남         |                            | VIE  | 아시아 |        |      | 기타 국가 |
| 브루나이       |                            | BRU  | 아시아 |        |      |           |
| 사우디아라비아 |                            | KSA  | 아시아 |        |      | 기타 국가 |
| 스리랑카       | 스리랑카 네트볼 연맹       | SRI  | 아시아 |        |      |           |
| 싱가포르       | 싱가포르 네트볼 연맹       | SGP  | 아시아 |        |      |           |
| 아프가니스탄   |                            | AFG  | 아시아 |        |      | 기타 국가 |
| 오스트레일리아 | 오스트레일리아 네트볼 연맹 | AUS  | 아시아 |        |      |           |
| 이란           |                            | IRI  | 아시아 |        |      | 기타 국가 |
| 인도           |                            | IND  | 아시아 |        |      |           |
| 인도네시아     |                            | INA  | 아시아 |        |      | 기타 국가 |
| 일본           | 일본 네트볼 협회           | JPN  | 아시아 |        |      | 준회원국  |
| 중화 타이베이  |                            | TPE  | 아시아 |        |      |           |
| 태국           | 태국 네트볼 협회           | THA  | 아시아 |        |      |           |
| 파키스탄       | 파키스탄 네트볼 연맹       | PAK  | 아시아 |        |      |           |
| 필리핀         | 필리핀 네트볼 연맹         | PHI  | 아시아 |        |      |           |
| 홍콩           | 홍콩 네트볼 협회           | HKG  | 아시아 |        |      |           |

## 참고 문헌
- “ASIA REGION”. 세계 네트볼 연맹.
- “아시아 네트볼 연맹”. 국제 협회 연합.

## 같이 보기
- 세계 네트볼 연맹